# Juliana Kinderziekenhuis
Het Juliana Kinderziekenhuis (JKZ), ook wel HagaZiekenhuis, locatie Juliana Kinderziekenhuis genoemd, is een ziekenhuis in Den Haag. Het maakt samen met Rode Kruis Ziekenhuis en Ziekenhuis Leyenburg deel uit van het HagaZiekenhuis. Het ziekenhuis is gevestigd aan het Els Borst-Eilersplein.

## Geschiedenis
- 1885: Het initiatief wordt genomen voor de oprichting van een inrichting voor zieke kinderen. Het Kinderziekenhuis startte 1 oktober  op het Prins Hendrikplein 19 [1] met zes bedjes en een wieg. Dr. van Welij was de  Geneesheer-Directeur. De eerste vaste pleegzuster kwam enkele maanden later in dienst. Later dat jaar volgde een tweede. In het oprichtingsjaar werden 52 kinderen opgenomen en ontving de polikliniek 650 bezoekers.
- 1890: Het kinderziekenhuis verhuist naar drie achter elkaar gelegen gebouwen op de hoek van de Tasmanstraat en de Laan van Meerdervoort op nummer 112. Het achterste gebouw was alleen bestemd voor besmettelijke zieken.[2]
- 1929: Hare Majesteit de Koningin-Moeder  Emma opent op 17 april het Juliana Kinderziekenhuis aan de Dr. van Welylaan in Den Haag.[3] Omdat besmettelijke ziekten in die tijd een van de belangrijkste sterfteoorzaken waren, stond de isolatie van zieke kinderen voorop. De inrichting van de verpleegafdelingen werd daarom bepaald door isolatieboxen met glazen wanden.
- 1993: Juliana Kinderziekenhuis gaat samen met het Rode Kruis Ziekenhuis verder als Stichting Samenwerkende Ziekenhuizen Juliana Kinderziekenhuis/Rode Kruis Ziekenhuis.
- 1999: Het Juliana Kinderziekenhuis verhuist naar een nieuw gebouw aan de Sportlaan 600 in Den Haag, naast het Rode Kruis Ziekenhuis. In dit moderne kinderziekenhuis hebben de isolatieboxen plaatsgemaakt voor ruime kamers, met privacy voor de kinderen en ouders. Koningin Beatrix opende op feestelijke wijze het kinderziekenhuis. Tevens werd het Ronald Mc Donald’s huis voor ouders van opgenomen zieke kinderen geopend.

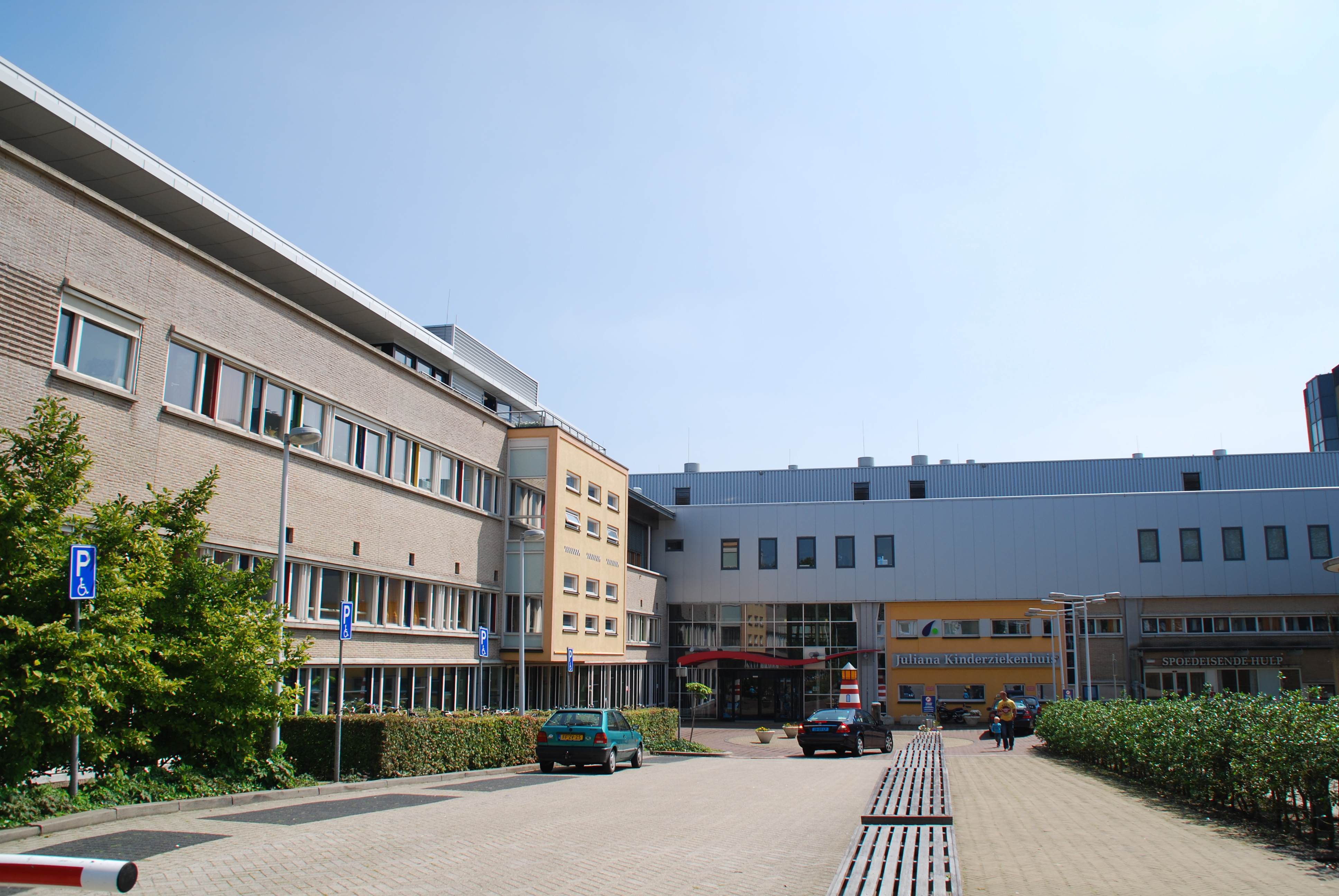
Entree van het voormalige Juliana Kinderziekenhuis aan de Sportlaan

- 2004: Stichting Samenwerkende Ziekenhuizen Juliana Kinderziekenhuis/Rode Kruis Ziekenhuis gaat samen met Ziekenhuis Leyenburg verder als HagaZiekenhuis. De naam Juliana Kinderziekenhuis verandert in HagaZiekenhuis, locatie Juliana Kinderziekenhuis.
- 2015: Op 29 april is het Juliana Kinderziekenhuis, samen met het Haga Juliana Geboortecentrum en het RonaldMcDonald Huis verhuisd naar de nieuwbouw op locatie Leyweg. De Kinder Spoedeisende Hulp (KinderSEH) is in het HagaZiekenhuis gevestigd in het Haga Spoedplein en is bereikbaar via de ingang aan de Charlotte Jacobslaan.

## Bereikbaarheid
Het in 2008 in gebruik genomen OV-knooppunt Leyenburg biedt goede mogelijkheden het ziekenhuis met het openbaar vervoer te bereiken. Het streekvervoer stopt hier en biedt zo een goede verbinding voor patiënten uit Wateringse Veld, Den Hoorn en het Westland.